# Tín ngưỡng thờ Mẫu Việt Nam

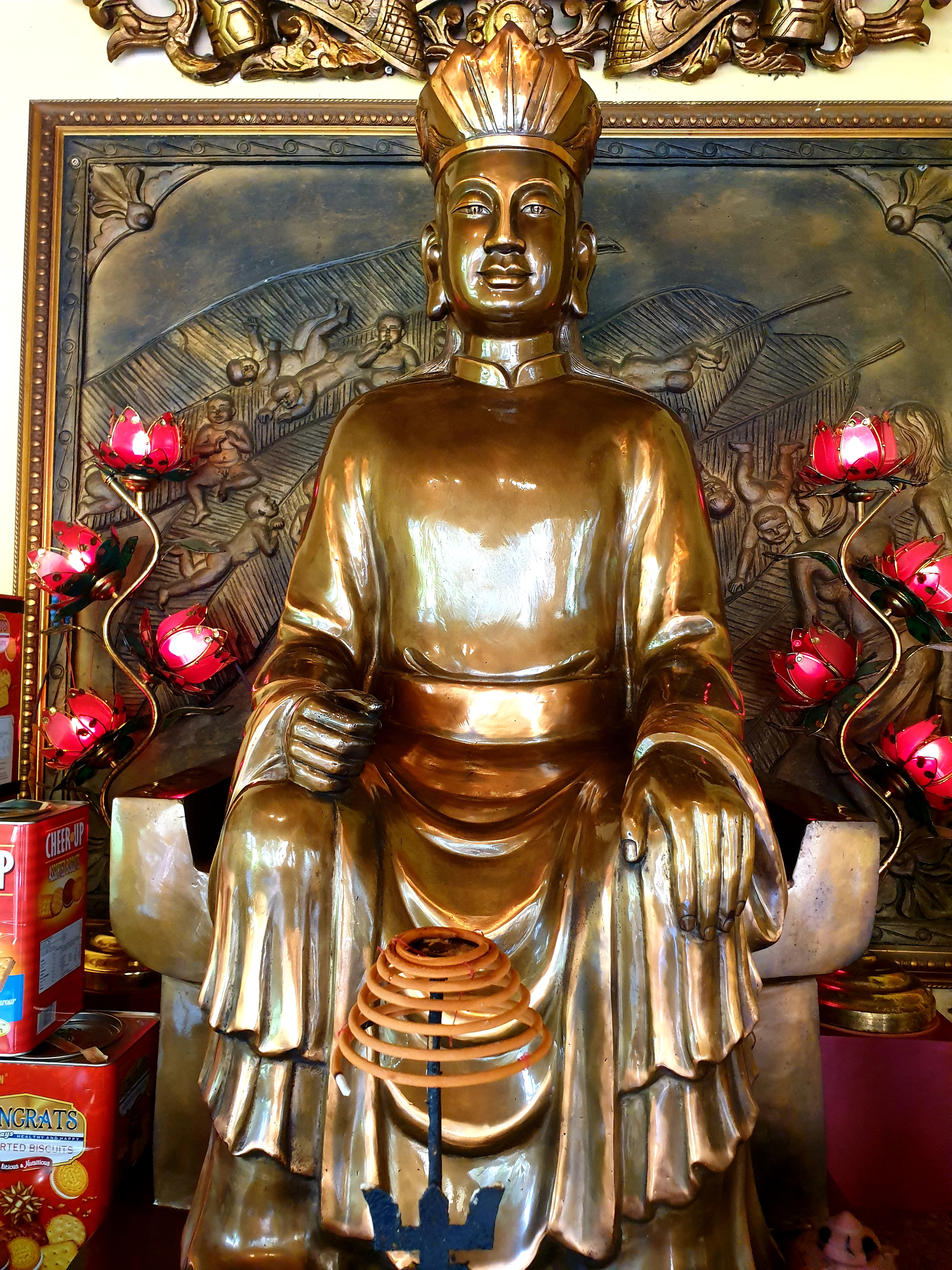
Tượng thờ Quốc mẫu Âu Cơ tại Đền Hùng trong Công viên Tao Đàn

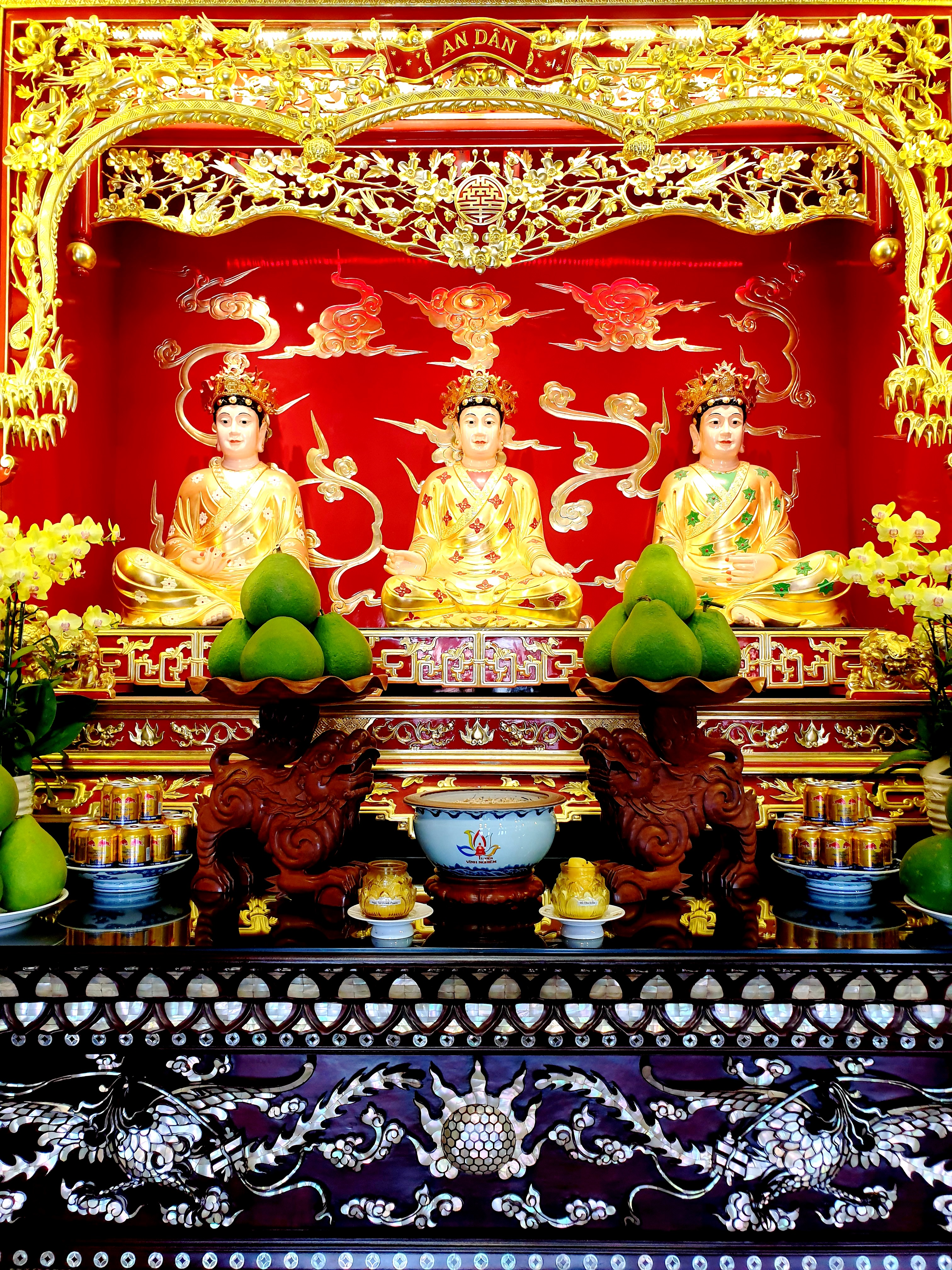
Ban thờ Tam Tòa Thánh mẫu trong Phật điện của Tu viện Vĩnh Nghiêm thuộc Quận 12

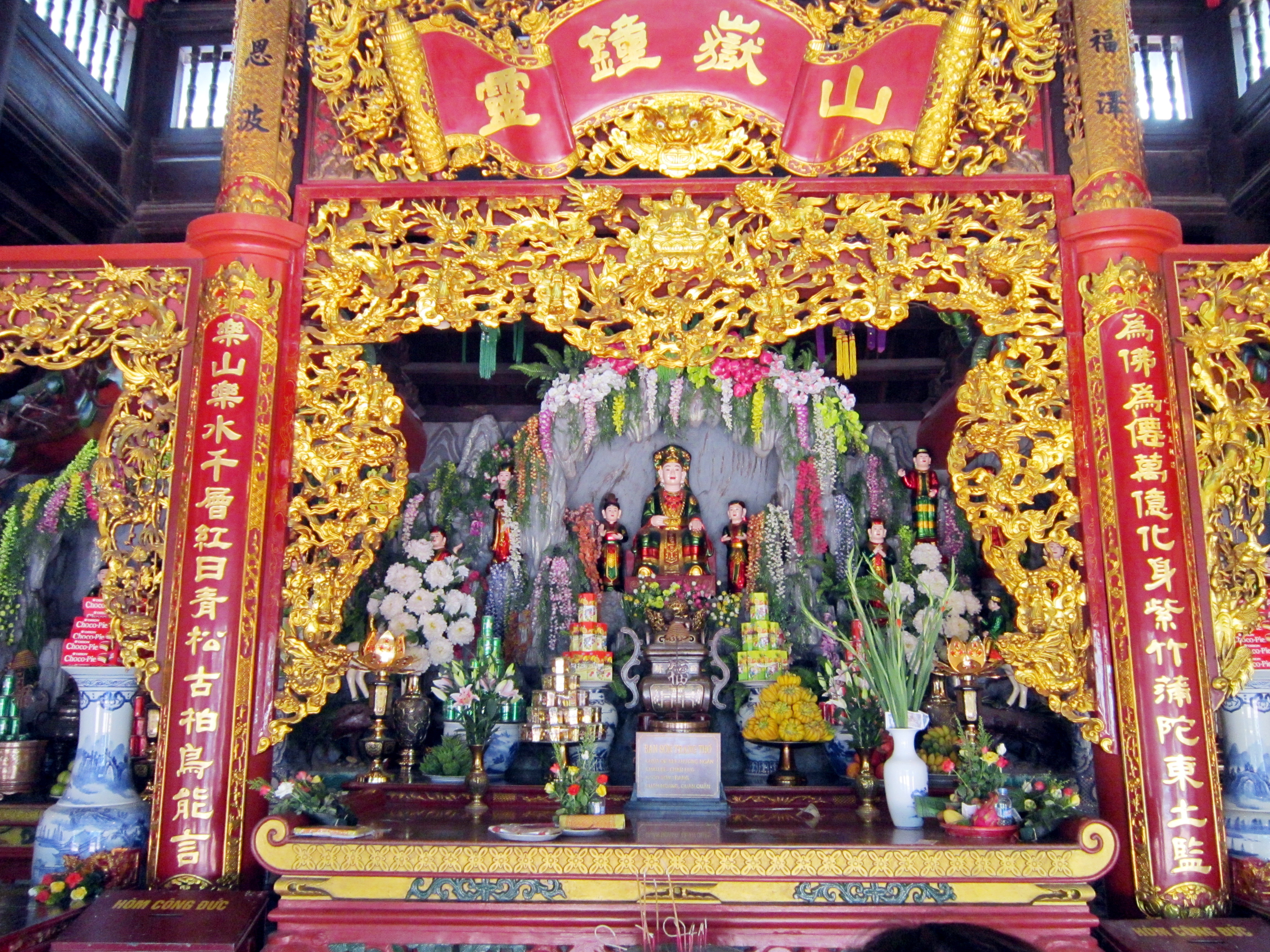
Điện thờ Liễu Hạnh Công chúa trong Phủ Tây Hồ.

Tín ngưỡng thờ Mẫu Việt Nam hay thường gọi là Đạo Mẫu (道母), thờ Thánh Mẫu, thờ Mẫu tam phủ, tứ phủ xuất hiện khá phổ biến và có nguồn gốc lịch sử và xã hội sâu xa. Tuy tất cả đều là sự tôn sùng thần linh nữ tính, nhưng giữa thờ Nữ thần, Thánh Mẫu, Thánh Cô, Mẫu tam phủ, tứ phủ không hoàn toàn đồng nhất, mà có sự khác biệt về quyền năng, địa vị, phân cấp thứ bậc riêng. Tín ngưỡng thờ Mẫu Việt Nam là một tín ngưỡng bản địa lâu đời, lấy việc tôn thờ Mẫu (Mẹ) làm thần tượng với các quyền năng sinh sôi, bảo trợ và che chở cho con người. Tín ngưỡng mà ở đó đã được giới tính hoá mang khuôn hình của người Mẹ, là nơi mà ở đó người phụ nữ Việt Nam đã gửi gắm những ước vọng giải thoát của mình khỏi những thành kiến, ràng buộc của xã hội Nho giáo phong kiến.  Ngoài ra còn có Thánh Bản mệnh là vị thần đứng đầu dẫn dắt người tu đạo đi đến với Mẹ (Mẫu) - Đấng Tối cao trong Đạo Mẫu Việt Nam – Hoàng Thiên Tiên Thánh Giáo trong tín ngưỡng thờ Mẫu Việt Nam.
Vào hồi 17h15 giờ địa phương (21h15 giờ Việt Nam) ngày 1/12/2016, tại Phiên họp Ủy ban Liên Chính phủ về bảo vệ di sản văn hóa phi vật thể lần thứ 11 của UNESCO diễn ra tại thành phố Addis Ababa, Cộng hòa dân chủ Liên bang Ethiopia, di sản “Thực hành Tín ngưỡng thờ Mẫu Tam phủ của người Việt” tại 21 tỉnh đã chính thức được UNESCO ghi danh tại Danh sách Di sản văn hóa phi vật thể đại diện của nhân loại.

## Các ghi chép
Những tài liệu văn bản ghi chép về các Thánh Mẫu thường xuất phát từ thần thoại, huyền thoại, truyện kể dân gian và đồng thời cũng có hiện tượng ngược lại là huyền thoại hóa, dân gian hóa các văn bản thần tích, thần phả. Các truyện kể dân gian về 4 vị Thánh Mẫu: Mẫu Thượng Thiên, Mẫu Thượng Ngàn, Mẫu Thoải, Mẫu Địa tiên, lưu truyền trong dân gian khá phong phú, sau này một số được ghi chép lại trong các sách cổ như Việt điện u linh tập, ngoài ra còn có các truyện kể dân gian khác về các vị nữ thần được các sách sau này tập hợp và ghi chép lại.
Cùng với việc sưu tầm, một số tác giả là các trí thức nho học thời phong kiến đã tiến hành ghi chép lại và sáng tác thêm những huyền thoại, truyền thuyết đã được sưu tầm ghi chép từ trước và thậm chí là sáng tác thêm cho phù hợp tư tưởng lễ giáo thời kỳ đó. Từ thời Hậu Lê, đã có những việc như vậy nhằm phục vụ cho việc phong thần của các vị vua với hai trường hợp điển hình với các ghi chép-sáng tác về Thánh Mẫu Liễu Hạnh ở miền bắc Việt Nam của Nguyễn Công Trứ, Đoàn Thị Điểm và trường hợp thứ hai là về Thiên Y A Na ở nam Trung Bộ Việt Nam của Phan Thanh Giản. Cũng có một nguồn tư liệu khác được dân gian sáng tác từ các huyền thoại, truyền thuyết và thậm chí là các truyện, thơ về các Thánh Mẫu. Đó là các bài hát văn ở Mẫu Tam phủ Tứ phủ với phần cốt lõi của các bài hát văn là lai lịch, sự tích các vị thần, nhất là các Thánh Mẫu.
Các công trình nghiên cứu đầu tiên về Nữ thần, Thánh Mẫu (Mẫu Thần) ở Việt Nam đều là các công trình của các nhà khoa học người Pháp như Parmenties, Maspero, Durand, Simond và kế tiếp là các nhà khoa học người Việt như Nguyễn Văn Huyên, Đào Thái Bình,...
Từ thập niên 1990, nhất là sau hội thảo quốc gia về Thánh Mẫu do Viện nghiên cứu văn hóa Việt Nam tổ chức tại Văn Miếu (Hà Nội), không khí học thuật liên quan tới tín ngưỡng thờ Mẫu nói riêng và tín ngưỡng dân gian nói chung diễn ra sôi động, hàng loạt tác phẩm, công trình nghiên cứu đã được công bố.
Từ các nghiên cứu tổng hợp, các nhà nghiên cứu đã hệ thống hóa được việc tôn thờ Mẫu ở Việt Nam trên cả phương diện đồng đại và lịch đại. Về phương diện lịch đại, tín ngưỡng thờ Mẫu Việt Nam được hình thành và phát triển trên cái nền thờ Nữ thần và Mẫu thần bản địa (Mẫu Tam phủ, Tứ phủ). Tới thế kỷ XVII-XVIII, sau khi tín ngưỡng Mẫu Tam phủ Tứ phủ đã được hình thành và phát triển thì nó lại Tam phủ, Tứ phủ hóa tục thờ Nữ thần, Mẫu thần.
Cùng với sự tiến bộ xã hội và nhân đạo phát triển, sau này người ta phối thờ thêm các vị thần linh (có cả nam thần) là nhân thần có công khai hoang mở đất, vị anh hùng dân tộc đấu tranh chống giặc ngoại xâm, các vị thần linh bản cảnh địa phương có công truyền nghề, các tiên hiền,... Những vị này được thờ tại đền riêng hoặc phối thờ vào cùng với các đền, điện thờ Mẫu trên khắp cả nước, hình thành nên hệ thống thần linh bản địa được thờ phụng rộng rãi gắn liền với cuộc sống nhân sinh nước Việt chứ không còn thuần túy thờ Nữ Thần, Thánh Mẫu nữa. Đến nay tín ngưỡng thờ Mẫu Việt Nam được gọi chung là Đạo Mẫu Việt Nam, bản chất là thờ Tam phủ, Tứ Phủ (Tam phủ công đồng - Tứ Phủ Vạn Linh) và Thánh Mẫu Liễu Hạnh vẫn là thần chủ.
Về phương diện đồng đại, đạo Mẫu theo chân người Việt di cư vào phương Nam trong quá trình nam tiến. Tín ngưỡng thờ Mẫu của người Việt đã giao thoa, tiếp biến với các tục thờ Mẫu của người Chăm, người Khmer, người Lào từ đó tạo nên các dạng thức địa phương của Tín ngưỡng thờ Mẫu Việt Nam ở ba miền Bắc bộ, Trung bộ và cả Nam bộ.

## Các dạng thức thờ Mẫu

### Thờ Mẫu ở Miền Bắc

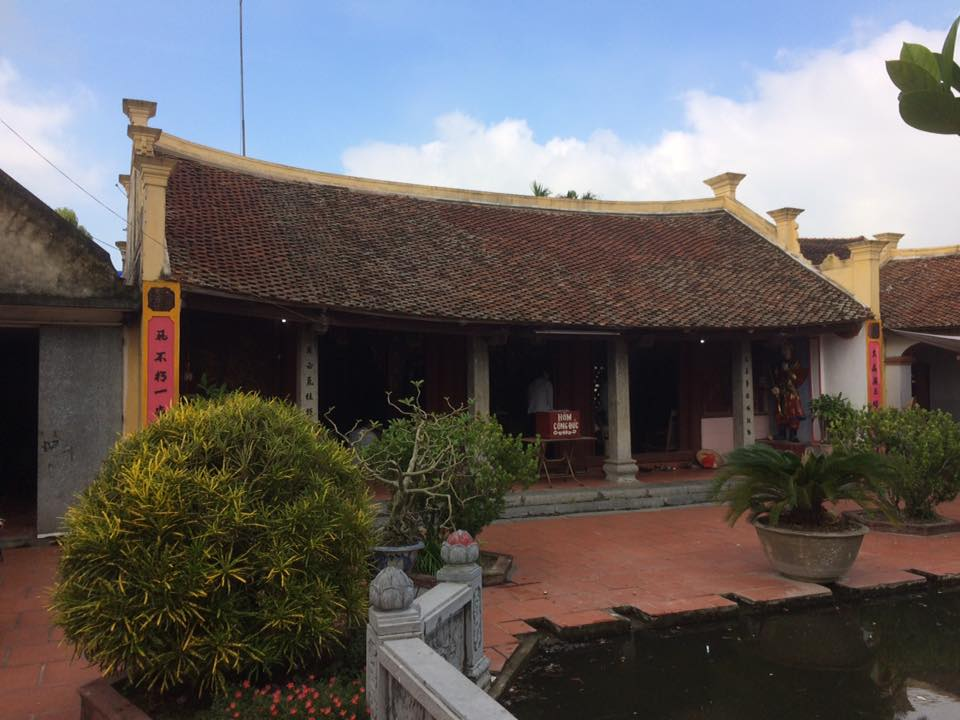
Đền Thánh Mẫu ở Đông Hưng, Thái Bình thờ 1 hoàng hậu nhà Đinh

Bắt nguồn từ tục thờ Nữ thần có nguồn gốc xa xưa từ thời tiền sử, tới thời phong kiến một số Nữ thần đã được cung đình hoá và lịch sử hoá để thành các Mẫu thần tương ứng thời kỷ từ thế kỷ XV trở về trước với việc phong thần của nhà nước phong kiến, hình thức thờ Mẫu thần với các danh xưng như Quốc mẫu, Vương mẫu, Thánh Mẫu như hiện tượng thờ Mẫu Âu Cơ, Quốc Mẫu Tây Thiên, Mẹ Thánh Gióng, Tứ vị Thánh nương, Đinh Triều Quốc Mẫu...
Từ khoảng thế kỷ XV trở đi, hình thức thờ mẫu Tam phủ, Tứ phủ được định hình và phát triển mạnh, đây cũng là thời kỳ xuất hiện các nhân vật như Thánh Mẫu Liễu Hạnh, Mẫu Thượng Ngàn, Mẫu Thoải, Mẫu Địa, Cô Đôi Thượng Ngàn,... với các nghi thức một phần ảnh hưởng từ Đạo giáo

### Thờ Mẫu ở Miền Trung

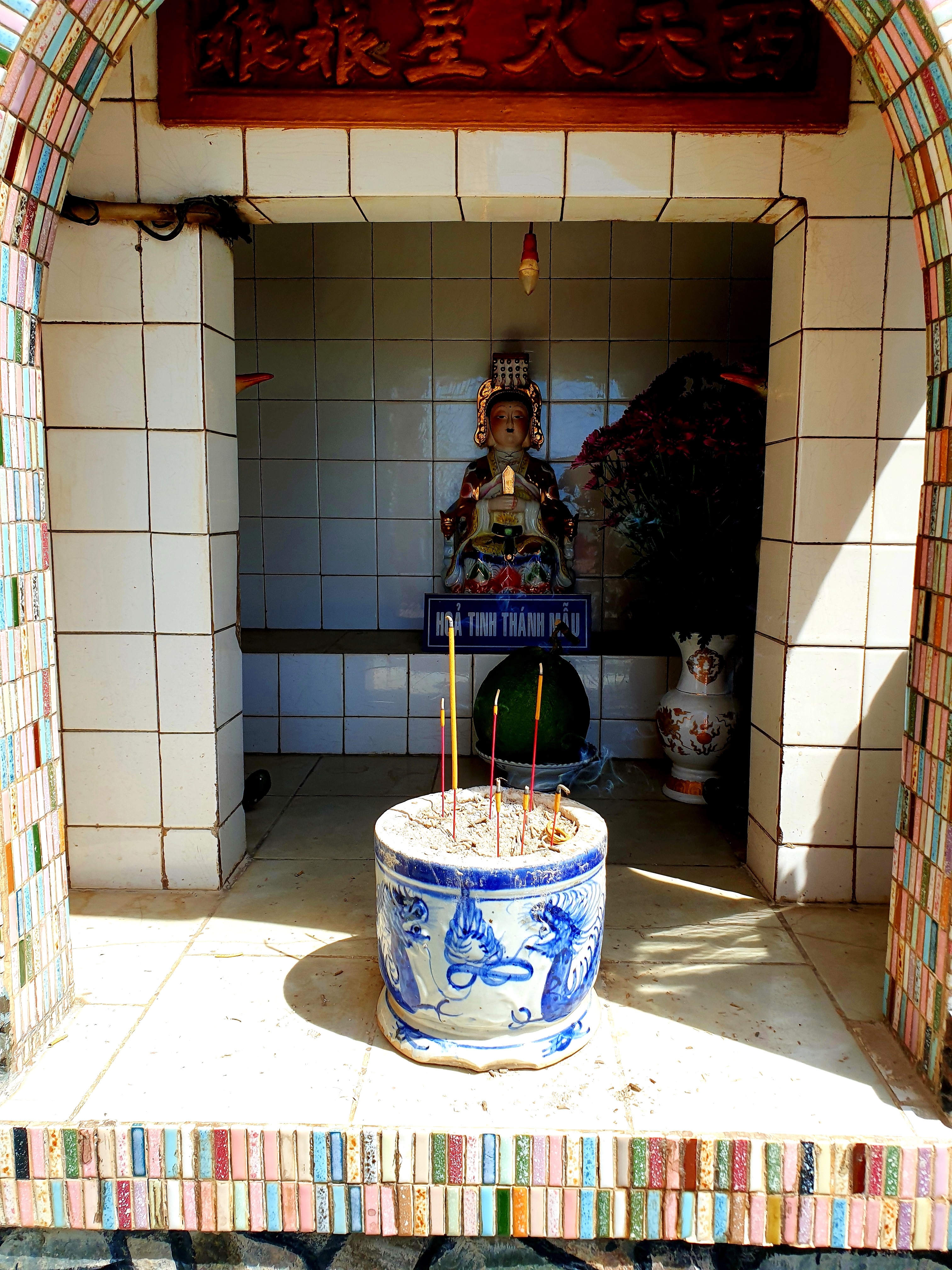
Am thờ Hỏa Tinh Thánh mẫu tại Dinh Cô

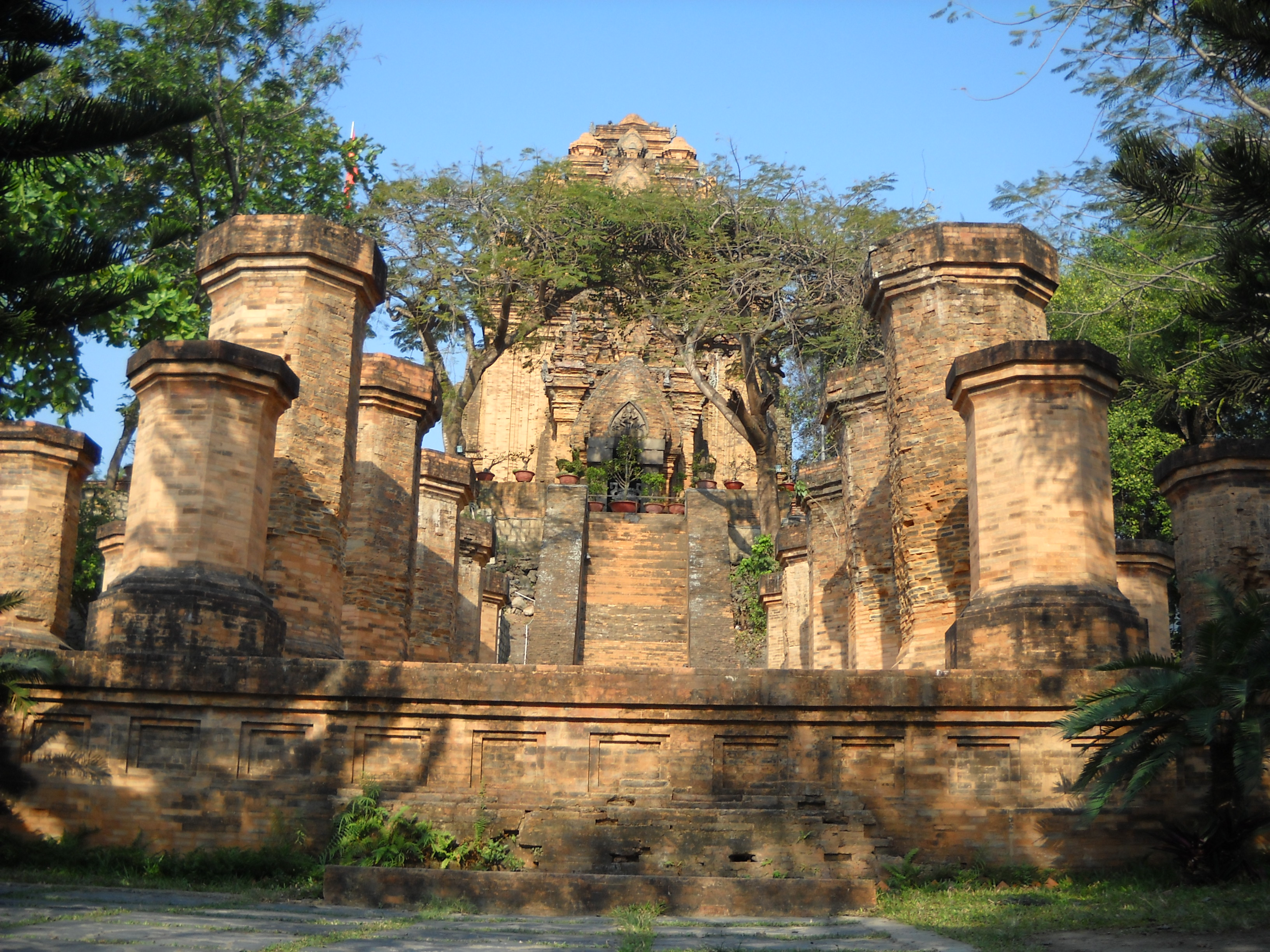
Tháp Po Nagar ở Nha Trang

Dạng thức thờ Mẫu này chủ yếu ở khu vực nam Trung bộ, cơ bản của dạng thức thờ Mẫu ở đây không chỉ là tín ngưỡng thờ Mẫu có sự hiện diện của mẫu Tam phủ, Tứ phủ nhưng khác hơn đôi chút so Miền Bắc (Hầu đồng Huế) mà còn có hình thức thờ Nữ thần và Mẫu thần. Hình thức thờ Nữ thần như thờ Tứ vị Thánh nương, Bà Ngũ Hành và hình thức thờ Thánh Mẫu như thờ Thiên Y A Na, Po Nagar, và tín ngưỡng thờ Bà Hỏa (Hỏa Tinh Thánh mẫu) ở làng Tân Trà (An Đôn, huyện Hải Lăng, Quảng Trị) sau này lưu truyền vào miền Nam Bộ
Phật Giáo là một tín ngưỡng dân gian của Huế, tích hợp Đạo giáo Trung Hoa đã thoái hóa với tín ngưỡng thờ Mẫu và nhiều tôn giáo, tín ngưỡng khác của người Việt. Sự ra đời của tín ngưỡng Thiên Tiên Thánh giáo ở Huế xuất phát từ sự gắn kết của Hội Sơn Nam với ngôi điện Huệ Nam thời Nguyễn. Hội Sơn Nam là những người dân từ Nam Định di cư vào Huế từ thời tiền Nguyễn. Tín ngưỡng đặc trưng của hội này là tín ngưỡng thờ Mẫu kết hợp với việc thờ Đạo giáo đã thoái hóa. Còn Huệ Nam điện vốn là ngôi đền thờ Po Nagar của người Chăm. Tiếp nhận từ người Chăm một di tích tôn giáo độc đáo, người Việt đã “bản địa hóa” nữ thần PoNagar thành nữ thần Thiên Y A Na, tôn làm "thượng đẳng thần".

### Thờ Mẫu ở Miền Nam
So với ở Bắc Bộ, tục thờ Nữ thần và Mẫu thần có sự phân biệt nhất định với biểu hiện rõ rệt là thông qua tên gọi và xuất thân của các vị thần thì ở Nam Bộ sự phân biệt giữa hình thức thờ Nữ thần và Mẫu thần ít rõ rệt hơn, hiện tượng này được giải thích với nguyên nhân Nam Bộ là vùng đất mới của người Việt, khi di cư vào đây họ vừa mang các truyền thống tín ngưỡng cũ lại vừa tiếp nhận những giao lưu ảnh hưởng của cư dân sinh sống từ trước tạo nên bức tranh không chỉ đa dạng trong văn hoá mà còn cả trong tín ngưỡng
Những Nữ thần được thờ phụng ở Nam Bộ như Bà Ngũ Hành (Ngũ Hành nương nương), Tứ vị Thánh nương, Bà Thủy Long, Bà Chúa Động, Bà Tổ Cô, Bà Cố Hỷ,...và những Mẫu thần được thờ phụng như Bà Chúa Xứ, Bà Đen, Bà Chúa Ngọc, Bà Thiên Hậu,... Bên cạnh đó, còn có các cô linh ứng ở một số vùng như Cô Năm Châu Đốc, Cô Hai Châu Đốc, Cô Hai Hiên (Sa Đéc), Cô Sáu (Côn Đảo),...

## Tứ Phủ (Thờ Mẫu ở Miền Bắc)

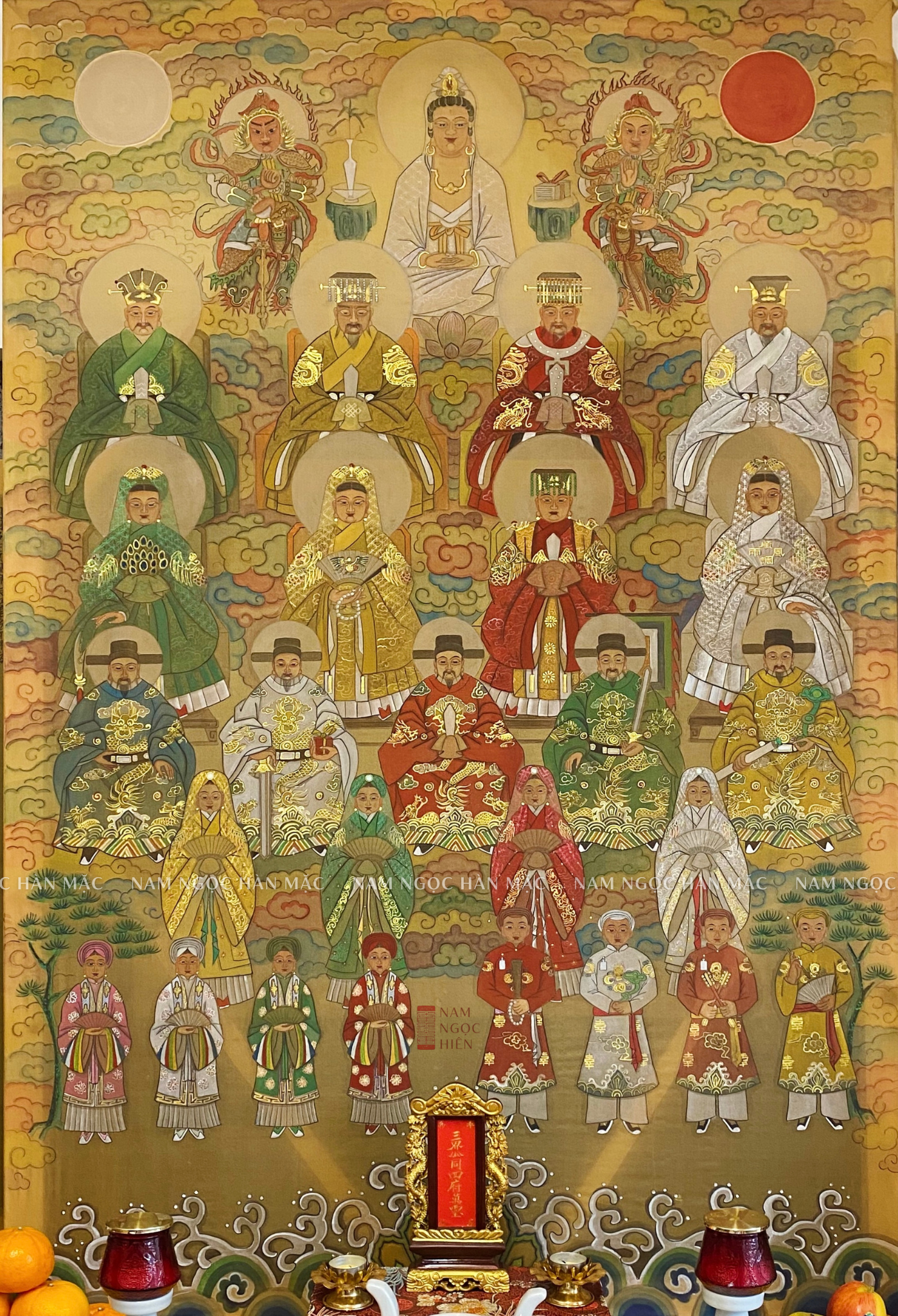
Tranh màu nước tái hiện thần điện Đạo Mẫu Tứ Phủ bởi hoạ sĩ Đoàn Thành Lộc.

Tín ngưỡng thờ Mẫu Tứ Phủ, một hình thức thờ cúng người mẹ hóa thân ở các miền trời, sông nước, rừng núi, hình thành và phát triển mạnh mẽ, các vị thần trong điện thần tam phủ có nguồn gốc không chỉ của người Việt, mà còn của các dân tộc thiểu số ở Việt Nam như người Mường, Tày, Nùng, Dao, v.v. 
Về cơ bản Đạo Mẫu Tứ Phủ tự có một hệ thống thần linh đông đảo trong đó chủ yếu là phúc thần. Các tín đồ thường chỉ tập trung thờ tự và sinh hoạt tín ngưỡng xoay quanh các vị này. Chủ chốt và cao nhất là Ngọc Hoàng Thượng đế, Tứ Phủ Thánh Mẫu, rồi thấp dần là các hàng Tôn Quan (Quan Lớn), Thánh Chầu (Chầu Bà), Thánh Hoàng (Ông Hoàng), Thánh Cô và Thánh Cậu, Ngũ Hổ và Ông Lốt,... và có cả các thần linh địa phương (Thánh Bản Cảnh/ Thánh bản tỉnh). 
Thần điện Đạo Mẫu Tứ Phủ về cơ bản như sau:

### Tứ Phủ Thánh Đế
- Vua Cha Thiên phủ: Ngọc Hoàng Thượng đế - là vị Thánh cao nhất trong đạo Mẫu, có ban thờ riêng trong các đền và phủ thuộc tín ngưỡng thờ Mẫu. Đứng hai bên ngài là Quan Nam Tào và Quan Bắc Đẩu. Tuy nhiên, cũng có nơi không có ban thờ Ngọc Hoàng Thượng đế.
- Vua Cha Nhạc phủ: Tản Viên Sơn Thánh - chủ quản toàn bộ đất đai, lâm sơn vực, cùng chư thần và chúng sanh sinh sống tại đó.
- Vua Cha Thoải phủ: Động Đình Bát Hải Long Vương - chủ quản toàn bộ thủy vực (ao, hồ, sông, biển...)
- Vua Cha Địa phủ: Minh Vương - chủ quản toàn bộ Âm Tào Địa Phủ, Thập Diện Diêm Vương,...

### Tứ Phủ Thánh Mẫu
Danh hiệu các vị căn cứ theo khoa cúng chính thức của Đạo Mẫu Tứ Phủ
- Mẫu Đệ Nhất Thiên tiên: Mẫu Thượng Thiên, Mẫu Thiên Tiên, Mẫu Đệ Nhất
- Mẫu Đệ Nhị Nhạc tiên: Mẫu Đệ Nhị Thượng Ngàn, Mẫu Thượng Ngàn
- Mẫu Đệ Tam Thủy tiên: tức Mẫu Thoải, Mẫu Đệ Tam.
- Mẫu Đệ Tứ Địa tiên:  Mẫu Đệ Tứ Khâm Sai

- Tranh vẽ Mẫu Đệ Nhất Thiên Tiên trong trang phục thời Lê. Tác phẩm thuộc dự án Thánh Nhan bởi trang Four Palaces - Tứ Phủ.
- Tranh vẽ Mẫu Đệ Tam Thuỷ Tiên trong trang phục thời Lê. Tác phẩm thuộc dự án Thánh Nhan bởi trang Four Palaces - Tứ Phủ.
- Tranh vẽ Mẫu Đệ Tứ Nhạc Tiên trong trang phục thời Lê. Tác phẩm thuộc dự án Thánh Nhan bởi trang Four Palaces - Tứ Phủ.

### Ngũ Vị Tôn Quan
- Quan Lớn Đệ Nhất Thượng Thiên
- Quan Lớn Đệ Nhị Thượng Ngàn, Thanh Tra
- Quan Lớn Đệ Tam Thoải Phủ
- Quan Lớn Đệ Tứ Địa Phủ, Khâm Sai
- Quan Lớn Đệ Ngũ Giám Sát, Tuần Tranh

- Tranh màu nước vẽ Quan Lớn Đệ Nhất Thượng Thiên thưởng trà. Hoạ sĩ: Đoàn Thành Lộc
- Tranh màu nước vẽ Quan Lớn Đệ Nhị Thượng Ngàn ngắm cây tiểu cảnh. Hoạ sĩ: Đoàn Thành Lộc
- Tranh màu nước vẽ Quan Lớn Đệ Tam Thuỷ Phủ cưỡi sóng ngao du. Hoạ sĩ: Đoàn Thành Lộc
- Tranh màu nước vẽ Quan Lớn Đệ Tứ Địa Phủ làm thơ. Hoạ sĩ: Đoàn Thành Lộc
- Tranh màu nước vẽ Quan Lớn Đệ Ngũ Giám Sát Tuần Tranh chơi đàn. Hoạ sĩ: Đoàn Thành Lộc

Ngoài ra còn có các vị Lục Phủ Tôn Quan: Quan Lớn Đệ Lục, Quan Lớn Điều Thất, Quan Hoàng Triệu Tường, Quan Lớn Đệ Bát Đồng Bằng Sông Diêm. Các vị Quan hay được hầu là Quan Lớn Đệ Nhị, Quan Lớn Đệ Tam, Quan Lớn Đệ Ngũ.

### Tứ Phủ Thánh Chầu
- Chầu Đệ Nhất Thượng Thiên
- Chầu Đệ Nhị Thượng Ngàn
- Chầu Đệ Tam Thoải Cung
- Chầu Bà Đệ Tứ Khâm Sai
- Chầu Năm Suối Lân
- Chầu Lục Cung Nương
- Chầu Bảy Kim Giao (Chầu Bảy Tân La)
- Chầu Tám Bát Nàn (Đông Nhung Đại Tướng Quân- Vũ Thị Thục)
- Chầu Chín Cửu Tỉnh
- Chầu Mười Đồng Mỏ
- Chầu Bé Bắc Lệ
- Chầu Bà Bản Cảnh

- Tranh vẽ Chầu Đệ Nhất Thượng Thiên trong dự án Thánh Nhan của trang Four Palaces - Tứ Phủ.
- Tranh vẽ Chầu Đệ Nhị Thượng Ngàn trong dự án Thánh Nhan của trang Four Palaces - Tứ Phủ.
- Tranh vẽ Chầu Tam Thoải Cung trong dự án Thánh Nhan của trang Four Palaces - Tứ Phủ.
- Tranh vẽ Chầu Đệ Tứ Địa Cung Khâm Sai trong dự án Thánh Nhan của trang Four Palaces - Tứ Phủ.

Các vị Chầu phổ biến hay hầu bóng gồm Chầu Đệ Nhị, Chầu Đệ Tứ (thường Thủ đền, Thủ điện hầu), Chầu Năm, Chầu Lục, Chầu Bát, Chầu Mười, Chầu Bé. Ngoài ra còn một số vị Chầu Bản Đền khác cũng có hát văn, nhưng về cơ bản ít được hầu bóng hoặc là chỉ ở một địa phương hoặc vào ngày tiệc Thánh.

### Tứ Phủ Thánh Hoàng
- Ông Hoàng Cả
- Ông Hoàng Đôi Bảo Hà
- Ông Hoàng Bơ Thoải
- Ông Hoàng Tư
- Ông Hoàng Năm
- Ông Hoàng Lục Thanh Hà
- Ông Hoàng Lục An Biên
- Ông Hoàng Bảy Bảo Hà
- Ông Hoàng Tám Bát Nùng
- Ông Hoàng Bắc Quốc
- Ông Hoàng Chín Cờn Môn
- Ông Chín Thượng Ngàn
- Ông Hoàng Mười

Các giá Hoàng thường ngự đồng là Hoàng Bơ, Hoàng Bảy, Hoàng Mười.
- Tranh vẽ Ông Hoàng Bảy Bảo Hà trong dự án Thánh Nhan của trang Four Palaces - Tứ Phủ.
- Tranh vẽ Ông Hoàng Mười Nghệ An trong dự án Thánh Nhan của trang Four Palaces - Tứ Phủ.

### Tứ Phủ Thánh Cô
- Cô Cả Thượng Thiên
- Cô Đôi Thượng Ngàn
- Cô Bơ Thoải Cung
- Cô Bơ Bông/ Cô Bơ Thác Hàn
- Cô Bơ Bản cảnh:
  - Cô Bơ Tây Hồ
  - Cô Bơ Bến Bạc
- Cô Tư Tây Hồ/ Cô Tư Địa Phủ
- Cô Năm Suối Lân
- Cô Sáu Sơn Trang
- Cô Bảy Kim Giao (Cô Bảy Tân La)
- Cô Tám Đồi Chè
- Cô Chín Sòng Sơn
- Cô Mười Mỏ Ba
- Cô Bé Thượng Ngàn:
  - Cô Bé Đông Cuông
  - Cô Bé Suối Ngang
  - Cô Bé Tả Van
  - Cô Bé Lục Cung
  - Cô Bé Sóc,
  - Các Cô bé bản cảnh, bản đền khác...
- Cô Bé Thoải

- Tranh vẽ Cô Cả Thượng Thiên trong dự án Thánh Nhan của trang Four Palaces - Tứ Phủ.
- Tranh vẽ Cô Đôi Thượng Ngàn trong dự án Thánh Nhan của trang Four Palaces - Tứ Phủ.
- Tranh vẽ Cô Bơ Thoải Cung trong dự án Thánh Nhan của trang Four Palaces - Tứ Phủ.
- Tranh vẽ Cô Tư Địa Cung trong dự án Thánh Nhan của trang Four Palaces - Tứ Phủ.

Các cô hay ngự đồng nhất là Cô Đôi Thượng Ngàn, Cô Bơ Thủy Cung, Cô Chín Đền Sòng, Cô Bé Thượng Ngàn, Cô Bé Suối Ngang,...

### Tứ Phủ Thánh Cậu/ Hội Đồng Thánh Cậu
Cậu Hoàng Cả, Cậu Hoàng Đôi, cậu Hoàng Bơ, Cậu Bé bản đền, Cậu Bé Đồi Ngang, cậu bé Gốc Mít, Các vị thánh cậu bản cảnh, bản đền

### Ngũ Hổ Thần Tướng

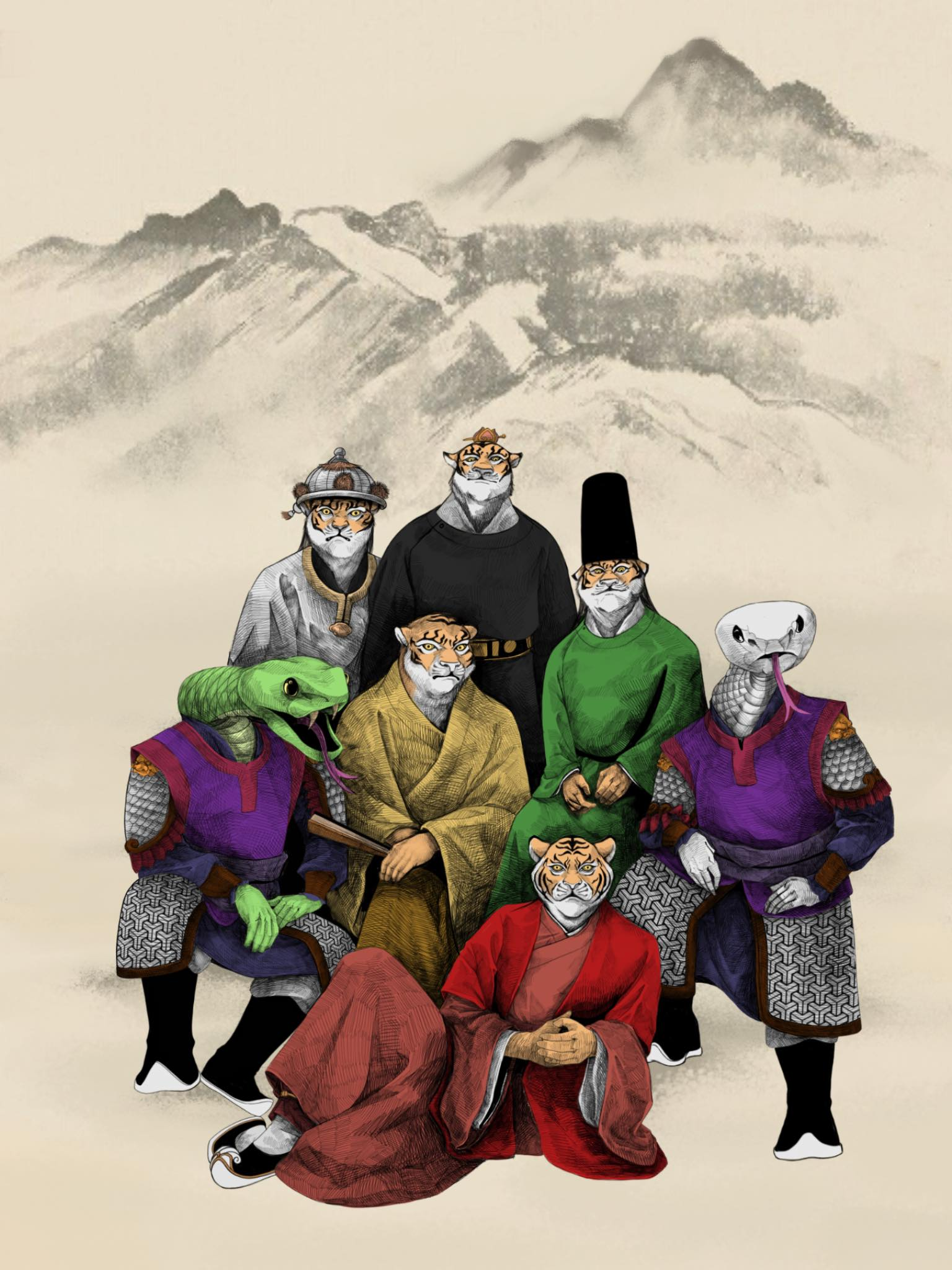
Tranh vẽ nhân cách hoá Ngũ Hổ và Ông Lốt. Hoạ sĩ: Hoàng Đại

Năm ông hổ tượng trưng ngũ hành, được thờ dưới hạ ban để bảo vệ đền điện, giúp Mẫu bảo vệ năm phương yên bình.

### Thanh Xà Bạch Xà Thần Tướng
Hai ông rắn xanh và rắn trắng, gọi là các ông Lốt, trấn giữ, bảo vệ hai bên đền, điện, phủ Thánh. 
Các Vị Thần Khác
Ngoài ra cũng có nhiều vị khác được hát văn ca ngợi, và có hầu một số vị Chúa bà bản cảnh như Chúa Thác Bờ, Bà Chúa Năm Phương,... Các thần linh kể trên là các thần linh phổ biến nhất, được đông đảo con nhang đệ tử của Đạo Mẫu công nhận thờ phụng, ngoài ra còn một số vị khác ở địa phương, cũng được đưa vào hầu bóng, thường là các vị thánh bản cảnh như Các cô, cậu bé bản đền, thủ đền thủ điện.

## Phạm vi di sản phi vật thể
Thực hành Tín ngưỡng thờ Mẫu Tam phủ của người Việt ở 14 tỉnh thành phía Bắc Việt Nam và thành phố Hồ Chí Minh đã trở thành Di sản văn hóa phi vật thể đại diện của nhân loại. 14 tỉnh có tín ngưỡng thờ mẫu trong hồ sơ UNESCO ghi danh là: Ninh Bình, Hà Nội, Hưng Yên, Hải Phòng, Bắc Ninh, Phú Thọ, Lạng Sơn, Lào Cai, Tuyên Quang, Thanh Hóa, Nghệ An, Hà Tĩnh, Huế và Thành phố Hồ Chí Minh.

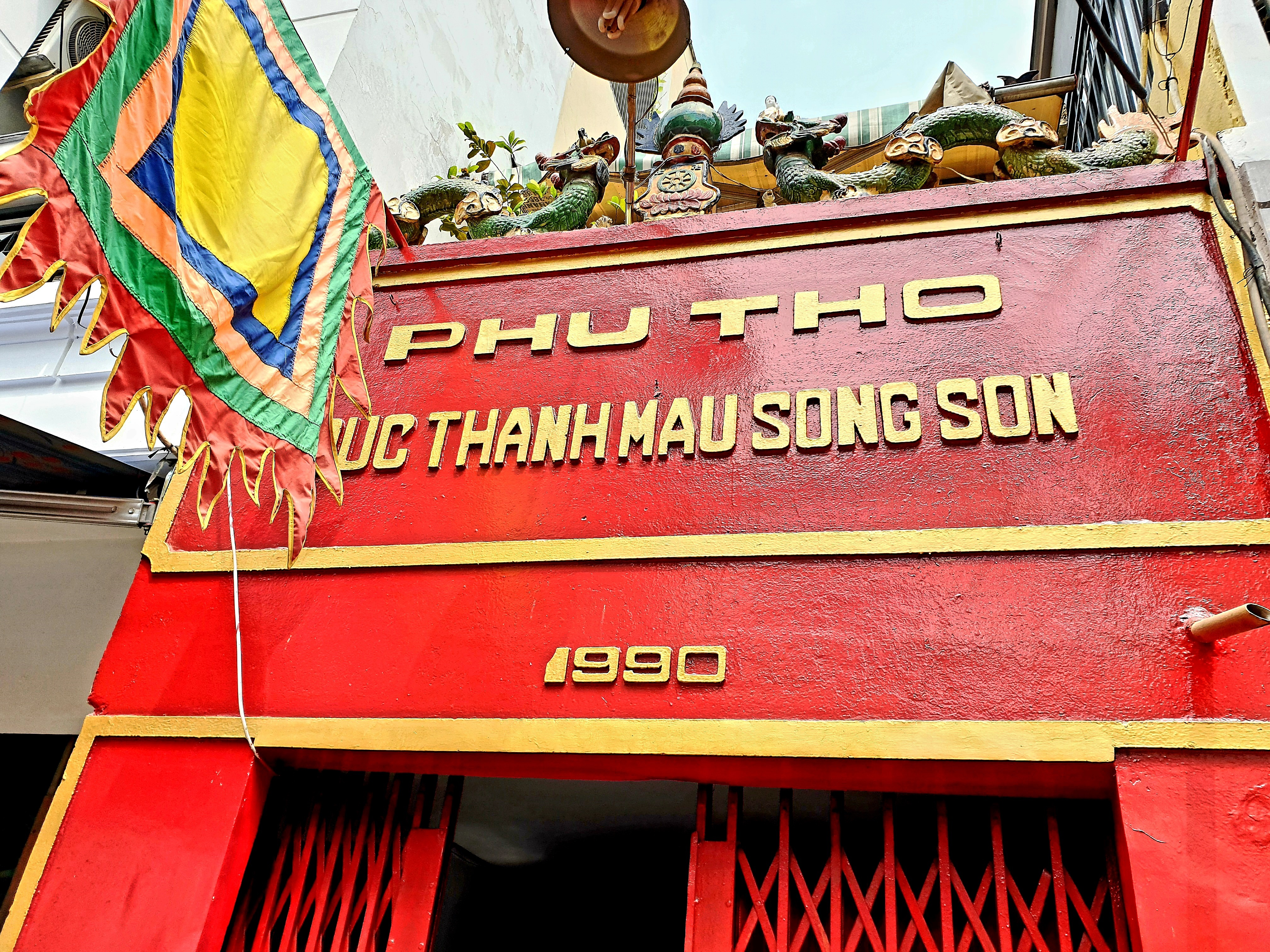
Phủ thờ Thánh mẫu Sòng Sơn-Liễu Hạnh tại Quận 4 thành phố Hồ Chí Minh

Dưới đây là các trung tâm thờ mẫu tiêu biểu:
- Hà Nội: có 1014 di tích thờ Mẫu và 886 điện tư gia,[5] tiêu biểu như: Phủ Tây Hồ, Đền Quan Tam Phủ, đền Rừng, đền Núi, đền Mẫu Thoải (Gia Lâm), đền Lừ, đền Sét, đền An Thọ, đền Bà Kiệu, đền Liên Hoa, đền Lưu Phái, Minh Ngự Lâu (Thanh Trì), cụm đền Đại Lộ, đền Sở, đền Dầm (Thường Tín), Đền Sòng Vọng, Lảnh Giang Vọng Từ (16 Hàng Hành), Đền Hàng Bạc (Nguyên Khiết Linh Từ), Đền Hàng Quạt (Thuận Mỹ Linh Từ),...
- Ninh Bình: có 952 di tích lịch sử văn hóa thờ và phối thờ Mẫu,[6][7][8] tiêu biểu như: quần thể di tích Phủ Dầy (huyện Vụ Bản) bao gồm Phủ Chính Tiên Hương, Phủ Quảng Cung (Xã Yên Đồng, huyện Ý Yên), Phủ Nấp, Phủ Vân Cát, Phủ Nội Tiên Đình, Đền Dâu, đền Quán Cháo, phủ Đồi Ngang, Đền Sòng Sơn, Đền Cửu Tỉnh, phủ Châu Sơn, đền Cô Đôi Thượng Ngàn, đền Vân Thị, đền Sầy, chùa Bái Đính cổ, đền Quèn Thạch, đền Thung Lá, đền Thung Nắng, Đền Lảnh Giang (Duy Tiên), đền Bà Vũ, đền Mẫu Cửu Tỉnh, miếu Bà Đặng Xá, miếu Hạ Đồng Lạc...
- Hưng Yên: Đền Đồng Bằng thờ Vua Cha Bát Hải, Đền Hưng Long thờ Quan Hoàng Bơ, Đền Thánh Mẫu thờ Đinh Triều Hoàng Hậu, Đền Mẫu Hưng Yên, đền Thiên Hậu, đền Ghênh Văn Lâm, đền Bảo Châu, đền Mẫu Ba Đông, Đền Xích Đằng, Đền Đậu An,...
- Hải Phòng: Đền Đoan (Ninh Giang), Đền thờ quan Tuần Tranh, đền cổ Đông Giang Linh Từ (Trương Mỹ - TPHD), đền mẫu Kinh Câu (Tứ Kỳ) và đền Mẫu Sinh, đền Gốm, đền Dím, đền Cối Xuyên, Phủ Thượng Đoạn, Đền Phú Xá, Đền Tiên Nga (Lê Lợi) , Đền Đông Cuông Đồng Lùn  , Đền Long Sơn- Cô Chín Suối Rồng, Đền Tiên Nga, Đền Tam Kỳ, Đền Nghè , Đền Mẫu Vừng, Đền Hoành Sơn , Đền Cây Cậy , Đền Tứ Vị Thánh Nương - Đồ Sơn,...
- Bắc Ninh: Đền Tiên Du, Đền Đầm (thờ Mẫu Thoải), Miếu Cô Cam Đường, Đền Bà Chúa Tài Lộc, Đền Công Đồng Suối Mỡ, đền Từ Mận, đền Đà Hy, đền Phủ, đền Má, đền Bà Chúa Kho Thanh Bình, phủ Doãn, điện Sơn Linh, đền Chúa Nguyệt Hồ, phủ Bắc Hà, đền Cô Chín thượng, đền Ông Hoàng Bảy Thượng Thiên, đền Cô Chín Hồng Kỳ Yên Thế, Đền Cốc Lâm, Đền Chúa Then,...
- Phú Thọ: Đền Tam Giang, Đền thờ Tam tòa Thánh Mẫu, Đền thờ Quốc Mẫu Tây Thiên, Đền Chân Suối, Đền Thanh Sơn, Đền chúa Mán -Đông Hội, Đền Thanh Lanh, Đền Bồng Lai, đền Đông Sơn, đền Chúa Thác Bờ, đền Mẫu Đầm Đa, Đền Thác Bờ, Động Thác Bờ, Đền Thác Bờ cổ, động Hoa Sơn...
- Lạng Sơn: Đền Mẫu Sơn, Đền Công Đồng Bắc Lệ, Đền Mẫu Đồng Đăng, đền Mẫu Thượng Ngàn, Đền Suối Lân, Đền Giám Sát, Đền Chầu Lục, Đền Đồng Mỏ, Đền Đèo Kẻng, Đền Suối Ngang, Đền Chúa Cà Phê, Đền Kỳ Cùng.
- Lào Cai: Đền Bảo Hà, Đền Cô Tân An, đền Đôi Cô Cam Đường, ụm di tích Đền Đông Cuông, Đền Tuần Quán, đền Ghềnh Ngai,...
- Tuyên Quang: đền Ghềnh Quýt, đền Pha Lô, đền Đồng Xuân, đền Cảnh Xanh, đền Mẫu Ỷ La, đền Lương Quán, đền Mỏ Than, đền Lâm Sơn, đền Quang Kiều, đền Cấm, đền Ba Khuôn và đền Minh Lương, Đền Cổng Trời,...
- Thanh Hóa: Đền Sòng Sơn, Đền Chín Giếng, Đền Phố Cát, Đền Rồng, Đền Nước, Đền Phủ Mỗ, Đền Mẫu Phong Mục, Đền Hàn Sơn, Đền Cây Thị(Chầu đệ Tứ), Đền Ba Bông,...
- Nghệ An: Đền Ông Hoàng Mười, Đền Cờn trong - ngoài, đền Hồng Sơn, đền Cửa, đền Ngọc Điền, đền Pu Nhạ Thầu.
- Hà Tĩnh: Đền Củi thờ Ông Hoàng Mười, đền Cả - Dinh đô Quan Hoàng Mười, đền Nước Lạt, Miếu Chai (Thạch Đài), đền Văn Sơn (Thạch Đỉnh).
- Huế: Điện Hòn Chén, Thánh Đường Thiên Tiên Thánh Giáo.
- Thành phố Hồ Chí Minh: Đền Mẫu Cửu, đền Đằng Giang, đền Chúa Lục, Đền Đại An(Chầu Mười), Đền Sòng Sơn, Đền Tiên La, Đền Bảo Hà, Đền Chúa bà Thiên Nhiên Cảnh (Thảo Cầm Viên), Đền Mẫu Thoải (Tôn Đản), Đền Đức Thánh Mẫu Phủ Dầy, Đền Ngũ Phương, Đền Chúa Thác Bờ, Miếu Nổi Phú Hòa Vạn, Đền Nam Bát Hải Vọng Từ, Đền Nam Sơn, Đền Bà Chúa Ống,...
- Đồng Nai: Đền Cấp Rang, Đền Sơn Lâm Đệ Nhất Chúa Bà, Đền Bảo Hà, Đền Cô Bé, Đền Thanh Lâm Linh Từ, Đền Mẫu Chúa Bạch - Cô Bé Sóc,...
- Lâm Đồng: Đền Chầu Lục, Đền Bắc Lệ, Đền.